# Kąty (powiat piaseczyński)
Kąty – wieś sołecka w Polsce położona w województwie mazowieckim, w powiecie piaseczyńskim, w gminie Góra Kalwaria.
Do 1954 siedziba gminy Kąty. W latach 1954–1972 wieś należała i była siedzibą władz gromady Kąty. W latach 1975–1998 miejscowość należała administracyjnie do województwa warszawskiego.
W Kątach znajduje się kaplica, filia parafii Niepokalanego Poczęcia NMP w Górze Kalwarii.
Około 400 m w lesie przed wsią Kąty, około 50 m od drogi Góra Kalwaria – Piaseczno, znajduje się cmentarz wojenny z I wojny światowej. Jest to obiekt na planie koła o średnicy 22 m, otoczony fosą. W centralnej części znajduje się kurhan wysokości ok. 2,5 m, na którego szczycie umieszczono drewniany krzyż o wysokości 2 m.

## Edukacja
- Zespół Szkolno-Przedszkolny w Kątach[7].